# Mieux qu'ici-bas
Mieux qu'ici-bas è il terzo album in studio della cantante canadese Isabelle Boulay, pubblicato nel 2000. L'album fu trainato dal singolo "Parle-moi", pubblicato in corrispondenza dell'uscita dell'album. Il disco ottenne successo nel Belgio francofono e in Francia, dove raggiunse le top 10 e rimase nelle classifiche per circa un anno.

## Tracce
1. Parle-moi
2. Jeu tentant
3. Un jour ou l'autre
4. Jamais assez loin
5. Trop de choses
6. Cœur combat
7. Mieux qu'ici-bas
8. Je m'en contenterai
9. Quand vos cœurs m'appellent
10. Je n'voudrais pas t'aimer
11. C'était notre histoire
12. Quelques pleurs
13. Où tu t'en vas?
14. Nos rivières

## Classifiche

### Classifiche settimanali
| Classifica      | Posizione massima |
| --------------- | ----------------- |
| Belgio Vallonia | 4                 |
| Canada          | 4                 |
| Francia         | 6                 |
| Svizzera        | 65                |

### Classifiche di fine anno
| 2000            | Posizione |
| --------------- | --------- |
| Belgio Vallonia | 73        |
| Francia         | 30        |
| 2001            | Position  |
| Belgio Vallonia | 7         |
| Francia         | 17        |
| 2002            | Position  |
| Francia         | 40        |